# 権現温泉
権現温泉（ごんげおんせん）は、愛媛県松山市（旧国伊予国）にある温泉。

## 泉質
- アルカリ性単純温泉
  - 源泉温度24 - 27℃

## 温泉街
松山市北部の堀江港近くの山あいに3軒の旅館が存在する。近隣の道後温泉にちなんで前道後（まえどうご）温泉とも呼ばれるが、道後とは違い、静かな田園地帯にある湯治場の雰囲気である。遍路客などの利用も多い。
日帰り入浴施設は、近場の湯治客で賑わいを見せている。

## 歴史
大正初期に地元住民が温泉の自然湧出を発見。1924年（大正13年）9月30日に共同浴場を設けた。その後別の場所でも温泉が見つかったため、設備を改善して「友国温泉」と名付け、温泉旅館も数軒開業した。戦後は皮膚病に効くとの評判から外地帰りの人々が沢山来浴した。
1952年（昭和27年）7月の台風による水害で一時営業中断を余儀なくされたが、のちに地元有力者らが権現温泉観光株式会社を設立し、さらなる温泉開発に乗り出すこととなる。
プロ野球がシーズンオフになると、ヤクルトスワローズの選手が宿泊していた。有名選手で言うと、池山、岩村、宮本、真中など。

## アクセス
- 鉄道：予讃線堀江駅よりタクシーで約5分

かつては（平成元年まで）堀江駅から、1日4往復のバス（伊予鉄バス）が出ていた。